# Bush Terminal

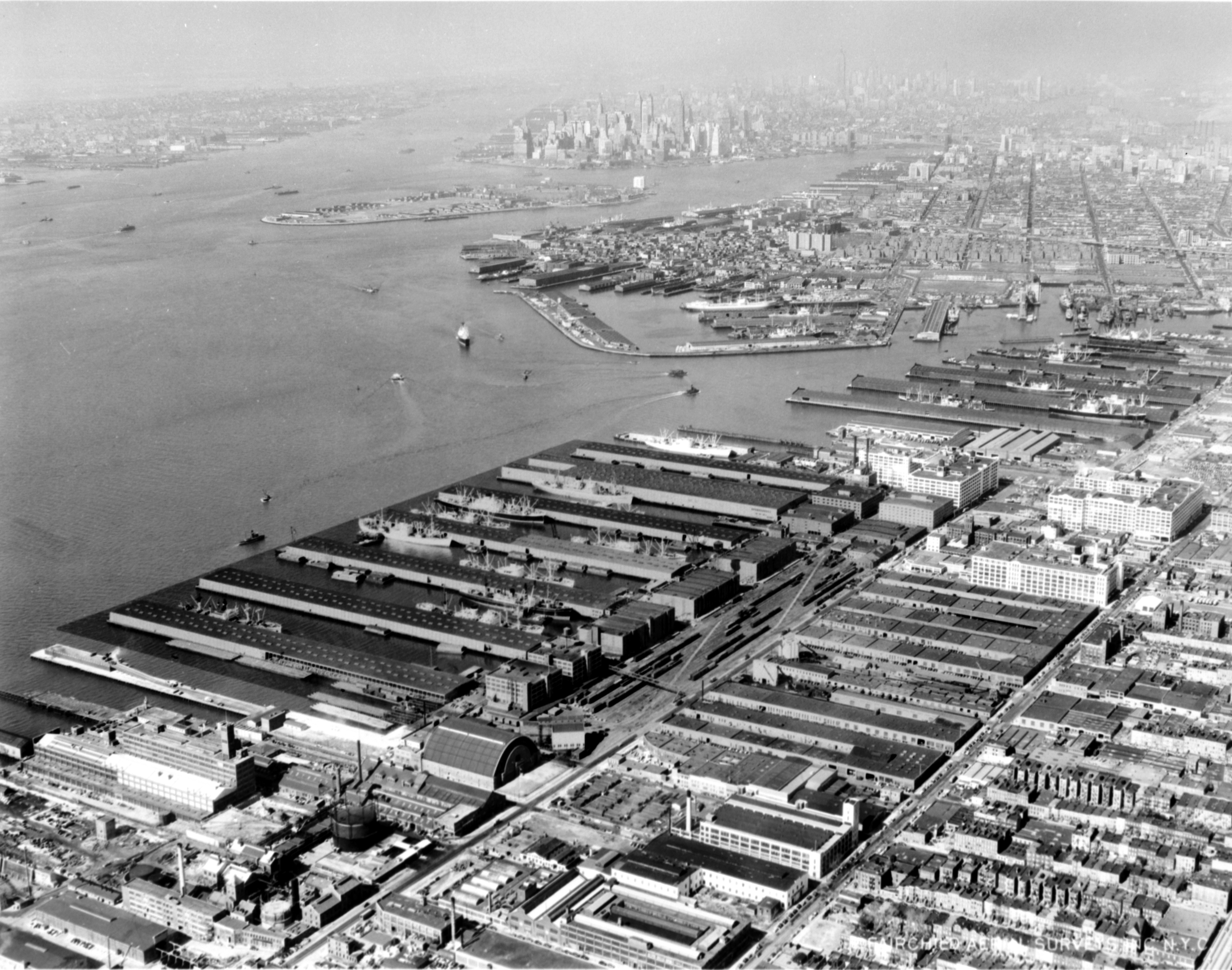
Bush terminal år 1958

Bush Terminal - Industry City är ett stort system av bryggor, fartygsdockor, lagerlokaler, fabriker och godsbangårdar i Greenwood Heights i västra Brooklyn i New York. Området var som mest cirka 200 acres (cirka 81 hektar) stort och var det första i sitt slag i New York. Bland industriområden av den kategori som har många hyresgäster och verksamheter, har Bush Terminal varit USA:s största. Industriområdet har fått sitt namn efter dess grundare Irving T. Bush, vars familj härstammar från Jan Bosch, en man från Nederländerna som immigrerade till New Amsterdam (nuvarande New York) 1662. Bush Terminal har alltså ingen koppling till den politiska släkten Bush. Under såväl första som andra världskriget användes Bush Terminal för militära ändamål. Ett mer sentida namn på området är Industry City.